# Saison 2018 du Fighting Irish de Notre Dame
Chronologie
Précédent Suivant
La Saison 2018 du Fighting Irish de Notre Dame est le bilan de l'équipe de football américain du Fighting Irish de Notre Dame qui représente l'Université Notre-Dame-du-Lac dans le championnat 2018 de Division 1 (anciennement I-A) du Football Bowl Subdivision (FBS) organisé par la NCAA et ce en tant qu'équipe indépendante. Elle joue ses matchs à domicile au Notre Dame Stadium et est dirigée pour la neuvième saison consécutive par l'entraîneur principal Brian Kelly.

## L'avant-saison

### Saison 2017
L'équipe de 2017 termine la saison régulière avec un bilan de 10 victoires et 3 défaites. Ils sont sélectionnés pour le Citrus Bowl 2018 qu'ils gagnent contre LSU sur le score de 21 à 17.
Notre-Dame avait débuté la saison par une large victoire (49 à 16) sur Temple avant de se faire battre en déplacement par Georgia 20 à 19 lors du premier déplacement des Fighting Irish au nord de la ligne Mason-Dixon depuis 1965. Après cette défaite, Notre-Dame gagne sept matchs consécutifs (y compris la victoire 49 à 14 contre les rivaux d'USC) permettant aux troupes de Brian Kelly de se retrouver no 3 au classement du College Football Playoff. Malheureusement, la chance va changer de camp et Notre-Dame sera humilié par Miami 41 à 8 au Hard Rock Stadium. Notre-Dame gagne ensuite contre la Navy ensuite (24 à 17) mais perd son dernier match 38 à 20 à Stanford.

### Draft 2018 de la NFL
Les joueurs suivants de Notre Dame ont été sélectionnés lors de la Draft 2018 de la NFL :
| Tours | Choix numéro | Joueurs                    | Postes | Équipes                |
| ----- | ------------ | -------------------------- | ------ | ---------------------- |
| 1     | 6            | Quenton Nelson             | G      | Colts d'Indianapolis   |
| 1     | 9            | Mike McGlinchey            | OT     | 49ers de San Francisco |
| 4     | 123          | Durham Smythe (en)         | TE     | Dolphins de Miami      |
| 6     | 207          | Equanimeous St. Brown (en) | WR     | Packers de Green Bay   |

### Transferts sortants
- QB Montgomery Van Gorder (transfert d'études supérieures)
- RB Josh Adams (se présente à la Draft de la NFL)
- RB C.J. Holmes (renvoyé du programme à la suite de poursuites pour vol à l'étalage)
- RB Deon McIntosh (renvoyé du programme à la suite d'une violation des règles de l'équipe)
- WR C.J. Sanders (transféré)
- WR Kevin Stepherson (renvoyé du programme à la suite de poursuites pour vol à l'étalage)
- WR Equanimeous St. Brown (se présente à la Draft de la NFL)
- DE Jonathon MacCollister (transféré)
- DT Elijah Taylor (transféré)
- DT Brandon Tiassum (renvoyé du programme à la suite d'une violation des règles de l'équipe)
- DT Pete Mokwuah (transfert d'études supérieures)
- CB Nick Watkins (transfert d'études supérieures)
- CB Ashton White (transféré)

### Transfert entrants
- FB - Keenan Sweeney (transfert d'études supérieures)

### Changements d'entraîneurs
- Départs :
  - Mike Elko - devient coordinateur défensif à Texas A&M ;
  - Harry Hiestand - devient entraîneur de la ligne offensive des Bears de Chicago en NFL.

- Changement(s) interne(s)/arrivée(s) :
  - Clark Lea - promu d'entraîneur des linebackers au poste de coordinateur défensif ;
  - Terry Joseph - engagé comme entraîneur des safeties après avoir été entraîneur des défensives back des Tar Heels de la Caroline du Nord pendant 1 an ;
  - Jeff Quinn - promu du poste d'analyste des attaquants senior au poste d'entraîneur de la ligne offensive.

### Classe de recrutement
Notre Dame a signé au total 26 recrues soit 21 recrues pendant la toute première période d'engagement s'étant déroulée du 20 au 22 décembre et 6 autres recrues lors du National Signing Day (traditionnellement le premier mercredi de février).

## L'Ėquipe
| Systèmes        | Tactiques                    |
| --------------- | ---------------------------- |
| Schéma Défensif | 4-2-5 ou Nickel defense (en) |
| Schéma Offensif | Spread offense (en)          |

### Le Staff
| Noms               | Postes                                                                  | Ancienneté à Notre Dame | Alma Mater (Année)          |
| ------------------ | ----------------------------------------------------------------------- | ----------------------- | --------------------------- |
| Brian Kelly        | Entraîneur principal                                                    | 5e                      | Assumption (en) (1982)      |
| Mike Elston        | Assistant de l'entraîneur principal et entraîneur de la ligne défensive | 5e                      | Michigan (1998)             |
| Brian Polian (en)  | Coordinateur des équipes spéciales/ coordinateur du recrutement         | 7e                      | John-Carroll (1997)         |
| Jeff Quinn (en)    | Entraîneur de la ligne offensive                                        | 4e                      | Elmhurst (en) (1984)        |
| Clark Lea          | Coordinateur défensif et entraîneur des linebackers                     | 2e                      | Vanderbilt (2004)           |
| Chip Long (en)     | Coordinateur offensif/Entraîneur des tight-ends                         | 2e                      | Alabama du Nord (en) (2005) |
| Autry Denson (en)  | Entraîneur des running backs                                            | 3e                      | Notre-Dame (1999)           |
| Todd Lyght (en)    | Entraîneur des defensive backs                                          | 3e                      | Notre-Dame (1991)           |
| Del Alexander (en) | Entraîneur des wide receivers                                           | 2e                      | USC (1995)                  |
| Terry Joseph       | Entraîneur des safeties                                                 | 1re                     | Northwestern State (1996)   |
| Tom Rees (en)      | Entraîneur des quarterbacks                                             | 2e                      | Notre-Dame (2013)           |
| Matt Balis         | Directeur de la performance                                             | 2e                      | Northern Illinois (1996)    |
| Bill Rees          | Directeur du scouting                                                   | 2e                      | Ohio Wesleyan (1976)        |
| Clay Bignell       | Assistant de la défense                                                 | 3e                      | Montana State (2011)        |
| Aaron Coeling      | Assistant de l'attaque                                                  | 2e                      | Wittenberg (2014)           |
| Pryce Tracy        | Analyste de l'attaque                                                   | 6e                      | /                           |
| Tyler Plantz       | Analyste des équipes spéciales                                          | 4e                      | Notre-Dame (2014)           |
| Jake Flint         | Co-Directeur de la force et du conditionnement                          | 9e                      | Central Michigan (2007)     |
| Robert Stiner      | Assistant du directeur de la force et du conditionnement                | 1re                     | Belhaven (en) (2008)        |
| David Grimes       | Assistant entraîneur de la force et du conditionnement                  | 8e                      | Notre-Dame (2009)           |
| Dale Jones         | Assistant entraîneur de la force et du conditionnement                  | 2e                      | Washburn (1994)             |

## Les résultats
| Semaines | Dates         | Stades                                                               | Adversaires         | Résultats        | Statistiques     | Ranking AP/Coaches/CFP | Assistances      |
| -------- | ------------- | -------------------------------------------------------------------- | ------------------- | ---------------- | ---------------- | ---------------------- | ---------------- |
| 1        | 1er septembre | Notre Dame Stadium • South Bend, IN (Rivalité)                       | #14 Michigan        | G : 24 - 17      | 1 - 0            | no 12 / no 11 / NP     | 77 622           |
| 2        | 8 septembre   | Notre Dame Stadium • South Bend, IN                                  | Ball State          | G : 24 - 16      | 2 - 0            | no 8 / no 8 / NP       | 77 622           |
| 3        | 15 septembre  | Notre Dame Stadium • South Bend, IN                                  | Vanderbilt          | G : 22 - 17      | 3 - 0            | no 8 / no 8 / NP       | 77 622           |
| 4        | 22 septembre  | BB&T Field • Winston-Salem, NC                                       | @ Wake Forest       | G : 27 - 56      | 3 - 0            | no 8 / no 8 / NP       | 31 091           |
| 5        | 28 septembre  | Notre Dame Stadium • South Bend, IN (Legends Trophy)                 | #7 Stanford         | G : 38 - 17      | 4 - 0            | no 8 / no 8 / NP       | 77 622           |
| 6        | 6 octobre     | Lane Stadium • Blacksburg, VA                                        | @ #24 Virginia Tech | G : 23 - 45      | 6 - 0            | no 6 / no 7 / NP       | 65 632           |
| 7        | 13 octobre    | Notre Dame Stadium • South Bend, IN (rivalité)                       | Pittsburgh          | G : 19 - 14      | 7 - 0            | no 5 / no 5 / NP       | 77 622           |
| 8        | 20 octobre    | Semaine de repos                                                     | Semaine de repos    | Semaine de repos | Semaine de repos | Semaine de repos       | Semaine de repos |
| 9        | 27 octobre    | SDCCU Stadium • San Diego, CA (Trophée Rip Miller)                   | @ Navy              | G : 22 - 44      | 8 - 0            | no 3 / no 3 / NP       | 63 626           |
| 10       | 3 novembre    | Ryan Field • Evanston, IL (rivalité)                                 | @ Northwestern      | G : 21 - 31      | 9 - 0            | no 3 / no 3 / no 3     | 47 330           |
| 11       | 10 novembre   | Notre Dame Stadium • South Bend, IN (rivalité)                       | Florida State       | G : 42 - 13      | 10 - 0           | no 3 / no 3 / no 3     | 77 622           |
| 12       | 17 novembre   | Yankee Stadium • Bronx, NY (Shamrock Series)                         | #12 Syracuse        | G : 03 - 36      | 11 - 0           | no 3 / no 3 / no 3     | 48 104           |
| 13       | 24 novembre   | Los Angeles Memorial Coliseum • Los Angeles, CA (Jeweled Shillelagh) | @ USC               | G : 17 - 24      | 12 - 0           | no 3 / no 3 / no 3     | 59 821           |

| Match                                                                                               | Date        | Stade                       | Adversaire | Résultat    | Statistique | Classements AP/Coaches/CFP | Assistance |
| Cotton Bowl Classic (1/2 finale CFP)                                                                | 29 décembre | AT&T Stadium, Arlington, TX | #2 Clemson | P : 03 - 30 | 12 - 1      | no 5 / no 5 / NE           | 72 183     |
| Bilan de la saison : 12 victoires, 1 défaites                                                       |             |                             |            |             |             |                            |            |
| # x indique les classements AP (Associated Press)/Coach'es/CFP de l'équipe avant le début du match. |             |                             |            |             |             |                            |            |

## Résumés des matchs
| - Date : 13 octobre 2018 |

## College Football Playoffs
Avec un bilan global en saison régulière de 12 victoires sans défaite, Notre Dame est éligible et accepte le 2 décembre l'invitation pour participer au Cotton Bowl de 2018, première demi finale du CFP.
À l'issue de la saison 2018 (bowl non compris), ils sont répertoriés no 3 aux classements CFP, AP et Coaches. Pour la première fois de leur histoire, ils sont qualifiés pour participer au CFP.
Il s'agit de leur 8e participation au Cotton Bowl Classic (5 victoires, 2 défaites), leur dernière participation datant du 1er janvier 1994 - victoire 24 à 21 contre les A&M Aggies.
Les Fighting Irish sont néanmoins battus 3 à 30 par une équipe des Tigers de Clemson très impressionnante qui va anéantir les espoirs de Notre Dame dans le second quart-temps en inscrivant trois TDs consécutifs (23-3 à la mi-temps). Notre-Dame ne s'en remettra jamais. Alors qu'elle avait inscrit une moyenne de 33 points par match en saison régulière, son attaque est parfaitement annihilée par la défense de Clemson. La seconde mi-temps est parfaitement contrôlée par les Tigers qui assurent leur place en finale nationale, leur 3e en 4 années.

## Classement de la conférence
| Classement 2018 provisoire (12 journées) des INDEPENDANTS |                              |    |   |   |                                                |               |
| Places                                                    | Équipes                      | G  | P | N | Bowls                                          | Stat. Finales |
| 1                                                         | Fighting Irish de Notre Dame | 12 | 0 | 0 | Cotton Bowl Classic (1/2 finale CFP) : D, 3-30 | 12-1          |
| 2                                                         | Black Knights de l'Army      | 9  | 2 | 0 | Lockheed Martin Armed Forces Bowl : G 70-14    | 10-2          |
| 3                                                         | Cougars de BYU               | 6  | 6 | 0 | Famous Idaho Potato Bowl : G, 49-18            | 7-6           |
| 4                                                         | Flames de Liberty            | 5  | 6 | 0 | -                                              | 5-6           |
| 5                                                         | Minutemen d'UMass            | 4  | 8 | 0 | -                                              | 4-8           |
| 6                                                         | Aggies de New Mexico State   | 3  | 9 | 0 | -                                              | 3-9           |

## Rankings 2018
| 2018 | Semaines | Semaines | Semaines | Semaines | Semaines | Semaines | Semaines | Semaines | Semaines | Semaines | Semaines | Semaines | Semaines | Semaines | Semaines | Semaines | Semaines | Semaines |
| --- | -------- | -------- | -------- | -------- | -------- | -------- | -------- | -------- | -------- | -------- | -------- | -------- | -------- | -------- | -------- | -------- | -------- | -------- |
| Polls | Pré.     | 1        | 2        | 3        | 4        | 5        | 6        | 7        | 8        | 9        | 10       | 11       | 12       | 13       | 14       | Final*   |          |          |
| AP | 12       | 8        | 8        | 8        | 8        | 6        | 5        | 4        | 3        | 3        | 3        | 3        | 3        | 3        | 3        | 5        |          |          |
| Coaches | 11       | 8        | 8        | 8        | 8        | 7        | 5        | 4        | 3        | 3        | 3        | 3        | 3        | 3        | 3        | 5        |          |          |
| C.F.P | NE       | NE       | NE       | NE       | NE       | NE       | NE       | NE       | NE       | 3        | 3        | 3        | 3        | 3        | 3        | NE       |          |          |
| Légende : NE signifie que le classement n'est PAS PUBLIÉ - - NC signifie que l'équipe est NON CLASSÉE dans le top 25 des divers classements # indique le ranking de l'équipe AVANT le match de la semaine - - * classement final APRES l'éventuel Bowl ou les matchs du CFP |          |          |          |          |          |          |          |          |          |          |          |          |          |          |          |          |          |          |